# 相棒
『相棒』（あいぼう）は、テレビ朝日系列で放送されている東映制作の日本の刑事ドラマシリーズ。
警視庁の刑事・杉下右京とその相棒が、数々の犯罪事件を解決していく様子を描く。
2000年からテレビ朝日・東映の制作で放送されている。2000年6月から2001年11月にかけてテレビ朝日系「土曜ワイド劇場」で単発ドラマとして放送され、2002年10月から連続ドラマとしてシリーズ放送されている。派生作品として劇場版4作とスピンオフ映画2作が公開されている。
テレビシリーズの単位は「season」（シーズン）と呼称している。本項での「PS」はpre season、「S」はseason、「劇」は劇場版、「終」は最終話を表す。
21世紀を代表する刑事ドラマとして今なお高い人気と知名度を誇っている。誕生以来、テレビ朝日を支え続ける長寿ドラマの一つでもあり配信サイトであるテラサでも大きくプッシュされ配信限定作品も公開されている。

## 概要
きわめて優秀なキャリア警察官だが、正義感のために融通が利かず上から邪険にされている、警視庁の「特命係」に所属している杉下右京（演：水谷豊）。その彼が自身の下についた相棒 と共に活躍していく刑事ドラマ。いわゆるバディものであり、右京の推理とその相棒の捜査で事件を解決していくストーリーである。
失態により捜査一課から左遷させられた亀山薫（演：寺脇康文）、元は右京を監視するスパイとして警察庁から送り込まれた神戸尊（演：及川光博）、右京の要望で所轄から引き抜かれた甲斐享（演：成宮寛貴）、法務省からキャリア官僚として警視庁へと出向してきた冠城亘（演：反町隆史）、移住先のサルウィンから帰国後に嘱託職員として復帰した亀山薫（演：寺脇康文）と右京の相棒は代替わりしている。主人公の相棒となった4人は男性で名前は「か」ではじまり、「る」でおわる名前で統一されている。
基本的に1話完結型のストーリー構成で、右京とその相棒が、右京の友人である鑑識の米沢守や、特命係の良き理解者である角田六郎などの協力者と協力しながら、難事件の捜査を展開し、謎を解き明かしていくミステリードラマを軸とする。事件の複雑化等で1エピソードにつき2話完結の場合もあるが、映画も含めた以前の回で登場した登場人物と犯人や事件がのちの回で回想シーンとして言及されたりゲストが再登場することも多い。
しかし単に事件が解決して、めでたしめでたしという話ではない。相棒や彼らを取り巻く刑事たちとの人間模様、警察組織との摩擦、社会的な問題、それらに複雑に絡み合う官僚・政治家の陰謀などが展開されラストも鬱や切ない話、あるいはわかりやすい感動回など多様である。
映画なども含めて極一部のコミカライズなどを除き全てが同一世界であり現実世界と世界観も同じだが希に幽霊などが登場、あるいは存在を示唆される回がある(S11-18など)。
全シリーズでの最高視聴率は2011年2月23日放送のS9-16「監察対象 杉下右京」で、23.7%を記録した（ビデオリサーチ関東地区調べ）。このseason9は全体的に視聴率が高く、平均視聴率が20%を超える（20.4%）という快挙を遂げている。
テレビ朝日が2012年4月から2015年3月まで、月曜 - 金曜の夕方の時間帯で行っていた再放送「相棒セレクション」枠 は高い視聴率を獲得し、同年4月クールでテレ朝開局以来初の視聴率4冠を獲得する要因になったと報じられた が、その後視聴率が低下し、枠自体が廃止された。2015年3月30日からは『ゴゴワイド』の第2部（不定期で第1部でも）にて科捜研の女などのほかの人気ドラマとランダムに再放送を行っている。

## 制作背景

### 制作の経緯
土曜ワイド劇場枠で、水谷豊が主演していた『探偵事務所』シリーズの原作が残り1本になった時点で、同作のプロデューサー松本基弘により、水谷主演の新シリーズというコンセプトで企画が立ち上がった。同じく土曜ワイド劇場の枠で推理サスペンスを作る内容で、スタッフは松本のほか、テレビ朝日からは伊藤仁、東映からは香月純一、須藤泰司、西平敦郎の合同で始まった。
その時点で松本に明確なアイディアは全く浮かんでいなかったが、たまたま目にした明石家さんま主演のテレビドラマ（『恋のバカンス』だったかと回想している）の面白さに感銘を受け、そのドラマの脚本を務めた輿水泰弘にコンタクトを取り、輿水も了承したが、輿水のスケジュールが1年先まで埋まっており、水谷も納得した上で撮影開始まで1年半待つことになった。この件に関して水谷は自著にて以下のように語っている。
そしてまもなく土曜ワイド劇場枠で同じく松本がプロデュースしていたシリーズの主演を務めていた寺脇康文と松本が打ち合わせした際に、寺脇が水谷に憧れている話をし、水谷との共演を希望したことから、まもなく水谷と寺脇のコンビものという企画に決定する。寺脇が選ばれたことに関して水谷は以下のように述べている。
当初は輿水が「名探偵もの」、松本が「警視庁の刑事もの」と基本設定の方向性が分かれ、素人探偵では事件に取り組むプロセスが必要となるため、ダイレクトに事件に関われるように設定を刑事にし、所轄と異なり扱う事件が多岐に渡るという点から所属を警視庁へと決定した。
脚本の完成後、監督の選定になったが、水谷は和泉聖治にこだわっていた。その理由に関して自著にて以下のように述べている。
なお、輿水が最初に書いた企画書には「黄金刑事（ゴールデンコップス）」というタイトルが付いていたが却下された。なかなかスタッフ全員が納得のいくタイトルがないがために仮タイトルという扱いになり、その後スタッフが中華料理屋で食事中に偶然出てきた『相棒』と言うフレーズがタイトルに決まった。

### 人物設定
特命係・杉下右京
特命係の設定は企画に今日性が欲しいという要望から、名探偵的な要素と警察ものを合わせて名前だけはかっこいい窓際部署でシリアスな裏設定があると、輿水が考えついて生まれたものである。そこに追いやられた右京もまた輿水により、切れ者すぎて嫌われているという人物像が設定された。
劇中のエピソードでは刑事部の所属となることに刑事部が反発したため、しかたなく本庁内でも（作中設定として）ランクが低い生活安全部に押し付けたということになっている（生活安全部は本来、被害予防が主な業務）。
右京の相棒
右京の相棒となる人物は四人共、全員「か」で始まり、「る」で終わる名前となっている。これは最初から意図したものではなく、及川光博演じる神戸尊が登場するS7のタイミングでスタッフがこの事に気付き、尊の後任として成宮寛貴演じる甲斐享と、反町隆史演じる冠城亘の名もこの法則を踏襲していく事となった。尚、亀山薫から甲斐享までは、名字全てが実在の地名となっている法則があったが、冠城亘が登場した後は、この法則は崩れた形となった。
小野田公顕

### キャスティング
脇を固める俳優達に従来のドラマのような人気俳優などではなく、小劇団出身者を多く配していることが特徴である。松本基弘は「舞台出身の実力派が多いだけに短時間の出演でも強いインパクトを残してくれる」とコメントしている。
他にも“トリオ・ザ・捜一”の一人・伊丹役の川原和久は『相棒』の成功の要因にこうしたキャスティングを理由に挙げており、「出番が少なかったり、出てこないことがあっても、右京と薫やゲストの話を中心に濃密な構成が出来る」とコメントし、「失敗しているドラマは有名な俳優を多く配置し、それぞれの見せ場を見せている内に話が細くなるのに対し、『相棒』は幹の太い話を展開できる」とも分析している。
亀山役の寺脇が降板した際、一部では水谷との不仲説が噂されていたが、製作関係者が 「そもそも寺脇さんの卒業は不仲説ではなく、水谷さんが〝独り立ち〟して欲しいという思いから背中を押しただけ。関係は良好ですよ」と否定しており、season21では相棒として14年ぶりに復帰。後述のように本作の世界の中でのリアリティを理由に薫を卒業させたのに対して、捜査一課らの面子が変わらないことについて松本は、「相棒としてドラマを背負っている薫と違い、ドラマを背負ったわけではなく、例えば角田のポジションを別の演者がやっても面白くならないかもしれないリスクを冒してまで変更する必要はない」と語っている。ただし、演者の降板や急逝など、やむを得ない事情により主要な登場人物を入れ替えたり代役を立てることもある。
なお、キャスティングに関して水谷は2009年にテレビ朝日の社長に就任した早河洋の意見も参考にしたと自著にて語っている。

#### 「相棒」の変遷
設定上は亀山薫の前にも6人の特命係員がおり、また薫が辞職してから神戸尊が着任するまで右京と組んで仕事をする人物がいたが、彼らは代数には含まれておらず、右京曰く最短で1日、最長でも1週間足らずで離脱していたとのこと。
亀山薫

神戸尊

甲斐享

冠城亘

### ゲスト
一度ゲストで登場した俳優が同じ役で再出演しており、月本幸子役の鈴木杏樹や青木年男役の浅利陽介がゲスト出演からレギュラーに昇格した例がある。また、反対にゲストとして別役として登場していた俳優がメインキャストとして再登場することもあり、例として三浦信輔役の大谷亮介（PS1では室谷警部補役）、米沢守役の六角精児（PS1では監察医の米沢役）、芹沢慶二役の山中崇史（S1-1ではスナイパー役）、衣笠藤治役の大杉漣（S2-6では菅原英人役）、杉本哲太（S5-11では五十嵐哲夫役）、先述の青木年男役の浅利陽介（S6-10では安藤博貴役）らがいる。
その他の常連ゲストとしては青木年男のポジションを受け継いだ土師太役の 松嶋亮太がS5-2に原タカシ役と合わせて26回、菅原大吉（計6回。うち2回は同じ役の山崎哲雄役）、山本道子（計5回。うち2回は同じ役の江波和江役）、迫田孝也（計4回）、西田健（計3回）、笹野高史（計3回）らがいる。その中でも前沢保美は唯一同じ役である遠山ちず役を含め、前述の松嶋を除くと計8回と役を替えての最多出演を果たした。
また本作は長期シリーズであるがゆえに、多くのゲストが登場しているが、出演当時は知名度が高くなかったが、後に他作品で主役やレギュラーを演じた俳優もおり、S1-5（2002年）『目撃者』では当時10歳の染谷将太、S4-4（2005年）『密やかな連続殺人』と同5『悪魔の囁き』では高橋一生、S4-13（2006年）『最後の着信』では桐谷健太、同17『告発の行方』では松重豊、S5-12（2007年）『狼の行方』では木下ほうか、S6-9（2007年)第9話『編集された殺人』では村井美樹、S7-7（2008年）『最後の砦』ではムロツヨシ、S9-9（2010年）『予兆』では吉田羊、S10-1（2011年）『贖罪』では吉田鋼太郎、同10『ピエロ』では斎藤工が出演している。以降もS11-11(2013年）『アリス』では波瑠、広瀬アリスおよび滝藤賢一、同14『バレンタイン計画』では葵わかなおよび北村匠海、S16-10『サクラ』では伊藤健太郎、同16『さっちゃん』では小手伸也が出演している。

### カメオ出演
これ以外の出演者としては、2011年1月1日放送のseason9 第10話「聖戦」で、本作ファンの漫画家・青山剛昌がカメオ出演（取材の誘いを受けて、現場を訪れたことが出演のきっかけだという）、2012年2月15日放送のseason10 第16話「宣誓」で、映画監督の三池崇史が特別出演 した。三池と交流のある和泉聖治監督からのオファーによるもの。
その他にも元プロ野球選手の広沢好輝が2000年6月3日放送のpre season 第1話「刑事が警官を殺した!?」に警視庁記者クラブ記者・広沢役、フリーアナウンサーの羽鳥慎一が2015年1月1日放送のseason13 第10話「ストレイシープ」にリポーター役、ホストのROLANDが2016年10月26日放送のseason15 第3話「人生のお会計」にホスト役、プロゴルファーの原江里菜が2022年3月23日のseason20 最終話「冠城亘最後の事件―特命係との別離」に女医役でそれぞれカメオ出演している。

## 沿革
和泉聖治の参加以降制作が開始され、2000年6月に土曜ワイド劇場枠で『相棒・警視庁ふたりだけの特命係』として単発の2時間ドラマとして放送された。視聴率は17.7%で、2時間ドラマが全体的に低迷している時期としては高めであった。この結果、テレビ朝日の上層部から「シリーズにしてくれないか」という話が挙がったが、水谷は「2時間ドラマの世界をもう少し試したい気持ちがあったので、シリーズ化の前に2時間枠で何本か作らせてほしいとお願いした」と自著にて語っている。なお、この上層部とは2009年にテレビ朝日の社長に就任する早河洋であり、水谷は早河から「『相棒』は国民的ドラマになる可能性が極めて高いです。できるだけ長く続けていただきたい」と言われたと語っている。
その後2001年11月までで3回放送。3作全てが好評だったことから連続ドラマ化が決定した。2002年の春から連続ドラマの第1弾となるseason1の撮影が始まったが、その際水谷は和泉と以下のように誓い合った。
またシーズン化に当たって、作品のコンセプトに関して水谷は以下のように述べている。
season1は2002年10月から水曜21時刑事ドラマ枠で1クールで放送された。これに関して水谷は「いきなり2クールというのは重いので、まずはワンクールからとお願いした」と述べている。翌2003年10月以降からは同枠で2クールで放送。さらにこのseason2から「相棒」とタイトルが簡略化。以降10月開始・3月終了のサイクルでシーズンを重ねている。
また、season4（2005年 - 2006年）以降は元日（1月1日）夜9時から2時間超の長編特番「相棒〜元日スペシャル」が放送されており、これ以降曜日に関係なく毎年元日にスペシャルとして放送されている。単独完結作の性質上、元日スペシャルは、所属するテレビシリーズとは外伝としての扱いで、話数調整の対象外となっているため、系列外局への遅れネットは任意となっている。
2008年には初映画化されるなどし、ドラマ自体とともに複数の賞を受けた（#受賞）が、2008年12月17日放送のseason7 第9話「レベル4〜後篇･薫最後の事件」を最後に寺脇康文が降板（降板はseason7の放送開始前にテレビ朝日が公表する異例の形態が取られた）し、亀山薫が特命係を去った直後は右京単独行動もしくは、ゲストキャストやメインキャストと一時的な相棒を組んだりする形を取っていた。
そして、翌2009年3月18日放送のseason7 最終話「特命」から2012年3月21日放送のseason10 最終話「罪と罰」まで及川光博演じる神戸尊が2代目相棒を務め、2012年10月10日放送のseason11 第1話「聖域」から2015年3月18日放送のseason13 最終話「ダークナイト」まで成宮寛貴演じる甲斐享が3代目相棒を務めた。
2015年10月14日放送のseason14 第1話「フランケンシュタインの告白」からは反町隆史演じる冠城亘が4代目相棒を務めており、2021年11月24日放送のseason20 第7話「かわおとこ」をもって、寺脇の出演回数を更新し、歴代相棒の中で最多の出演回数となった。同日、テレビ朝日からseason20限りでの反町のシリーズ卒業が発表され、2022年3月23日放送のseason20 最終話「冠城亘最後の事件〜特命係との別離」をもって特命係を去った。そして、10月12日放送のseason21 第1話「ペルソナ・ノン・グラータ〜殺人招待状」からは寺脇演じる亀山薫が5代目相棒として復帰した。

## 主な登場人物
歴代主人公
杉下右京（すぎした うきょう）
演 - 水谷豊
PS-1より登場。変わり者だが、鋭敏な頭脳と豊富な知識を生かし数々の事件を解決へ導いてきた。出世、手柄には興味がなく、正義だけを貫くことに重きを置き、正義のためなら周りや上層部からの反発も厭わない。無類の紅茶好き。
亀山薫（かめやま かおる）
演 - 寺脇康文
右京の初代相棒であり、5代目相棒。
初代相棒としてPS-1からS7-9まで登場、後に5代目相棒としてS21-1より再登場。
とある事件での失態を切っ掛けに特命係へ。親友が殺された事件を機に警視庁を退職、サルウィンへ移住したが、ある事件を切っ掛けに日本へ帰国と同時に紆余曲折を経て再び特命係へ配属となる。
神戸尊（かんべ たける）
演 - 及川光博
右京の2代目相棒。
S7-19〈終〉からS10-19〈終〉まで登場しその後も不定期登場。
当初は警察庁からのスパイとして特命係へ配属となったが、後に警察庁からの辞令を断ってその立場を放棄、特命係へ留まることを決意し右京の相棒となるが、数年後に警察庁からの再びの辞令を受け、警察庁へ復帰すると同時に特命係を去る。
甲斐享（かい とおる）
演 - 成宮寛貴
右京の3代目相棒。
S11-1からS13-19〈終〉まで登場。
ある事件を通して右京と知り合い、右京直々の引き抜きを受けて特命係へ。在籍中、『ダークナイト事件』を起こし、真相を突き止めた右京に逮捕され、懲戒免職となり特命係を去る。
冠城亘（かぶらぎ わたる）
演 - 反町隆史
右京の4代目相棒。
S14-1からS20-20〈終〉まで登場。
当初は法務省キャリアとして警視庁へ出向、特命係へそのまま留まっていたが、後に法務省を退官して警察官に転職、紆余曲折を経て特命係へ配属となる。法務省の元上司からのスカウトを受け、警視庁を退職、公安調査庁へ転職した。
花の里
宮部たまき（みやべ たまき）
演 - 高樹沙耶
右京の元妻で「花の里」の初代女将。
PS-1からS10-1まで登場
右京とは離婚後も交流があり、右京の相棒の薫と尊にも友好的に接している。世界中を旅したいと言う意向から店を閉め、去っていった。
月本幸子（つきもと さちこ）
演 - 鈴木杏樹
「花の里」の2代目女将。
S4-19より不定期のゲストを経てメインとしてS10-12からS17-19まで登場。
元は暴力団の愛人で、ある事件で右京に逮捕された後、紆余曲折を経て「花の里」の女将に落ち着いた。右京とその相棒に全幅の信頼を寄せる。
ある事件で知り合った少年との触れ合いを経て、自身の経験や歩んできた人生を通して、悩みや問題を抱える子供に寄り添い、力になりたいと思う気持ちが強くなり、花の里を閉店して去っていった。

家庭料理店 こてまり
小出茉梨（こいで まり）
演 - 森口瑤子
家庭料理店「こてまり」の女将。
S18-20〈終〉に登場し、後にS19-1よりメインキャストとして登場。
元は赤坂の人気芸者で、芸者時代の人脈で警察関係者や政界の人物との繋がりが強く、その内の1人であった峯秋からの進言を切っ掛けに家庭料理店を開店し女将となった。右京とは店以外でも度々交流を持つようになり、相棒が薫に変わってからは、薫に加え妻の美和子とも交流するようになった。

特命係と所縁のある人物
奥寺美和子（おくでら みわこ） → 亀山美和子（かめやま みわこ）
演 - 鈴木砂羽
亀山薫の恋人→妻。PS-1話からS7-9まで登場、後にS21-1より再登場。
笛吹悦子（うすい えつこ）
演 - 真飛聖
甲斐享の恋人。日本国際航空 (NIA) の客室乗務員。
S11-1からS13-19〈終〉まで登場。
風間楓子（かざま ふうこ）
演 - 芦名星
葉林社「週刊フォトス」編集部に所属する記者。
S15-18〈終〉からS19-1まで登場。
警視庁
内村完爾（うちむら かんじ）
演 - 片桐竜次
警視庁刑事部長。警視長。PS-1より登場。
刑事部のトップ。特命係を最も毛嫌いする。
中園照生（なかぞの てるお）
演 - 小野了
警視庁刑事部参事官。警視正。PS-1より登場。
伊丹憲一（いたみ けんいち）
演 - 川原和久
警視庁 捜査一課刑事。巡査部長。PS-1より登場。
強面だが正義感が強い熱血刑事。亀山薫の同期。
三浦信輔（みうら しんすけ）
演 - 大谷亮介
元警視庁 捜査一課刑事。巡査部長→警部補。PS-2話からS12-1まで、S23-7に登場。
伊丹のなだめ役でもある。特命係を疎ましく思うが、実力は認めている。とある事件で負傷したのを機に依願退職した。
芹沢慶二（せりざわ けいじ）
演 - 山中崇史
警視庁 捜査一課刑事。巡査→巡査部長。S2-4より登場。
伊丹や薫や三浦の後輩にあたり、かつ享、亘、青木、出雲の先輩にあたる刑事。三浦の依願退職後は、伊丹の相棒としての立ち回りを担っており、前述の通り若手刑事から中堅刑事へとポジションがシフトした。
出雲麗音（いずも れおん）
演 - 篠原ゆき子
警視庁 交通機動隊白バイ隊員→警視庁 捜査一課刑事。巡査部長。S19-1より登場し、S19-2よりメインキャストとして出演している。
陣川公平（じんかわ こうへい）
演 - 原田龍二
警視庁 捜査一課経理担当→警視庁 捜査二課刑事。警部補。S3-6より不定期登場。
特命係に一時的に左遷された事がある「特命係第3の男」。思い込みの激しい性格が災いし、何かとトラブルを巻き起こす傾向にあるが、時には活躍を見せて特命係を助ける事もある
米沢守（よねざわ まもる）
演 - 六角精児
警視庁 鑑識課→警察学校教官。巡査部長→警部補。PS-2からS14-20〈終〉まで登場し以降も不定期登場。
右京とは趣味がよく合い、その相棒とも良好な関係を築く事が多い。異動辞令が下り、鑑識課から警察学校教官の職務に異動する。
益子桑栄（ましこ そうえい）
演 - 田中隆三
警視庁 鑑識課。巡査部長。S15-1より登場。
米沢の警察学校転任後に登場した職人気質の鑑識課員。
角田六郎（かくた ろくろう）
演 - 山西惇
警視庁 生活安全部薬物対策課長→組織犯罪対策部組織犯罪対策第5課長→組織犯罪対策部薬物銃器対策課長。警視。PS-2より登場。
米沢と並ぶ、特命係の協力者。職場が隣同士と言う事もあり、普段からちょくちょく、「暇か?」と言って特命係にコーヒーを飲みにやって来る。
大木長十郎（おおき ちょうじゅうろう）
演 - 志水正義
巡査部長。角田課長の部下。PS-1話からS17-3まで登場。後にS17-8にも登場。
小松真琴（こまつ まこと）
演 - 久保田龍吉
巡査部長。角田課長の部下。PS-1からS17-20〈終〉まで登場。
大河内春樹（おおこうち はるき）
演 - 神保悟志
警視庁警務部首席監察官。警視→警視正。S2-1より登場。
特命係の理解者の一人。職務に忠実で、不祥事による処分対象に相当する場合は私見や階級に捕らわれず容赦なく接する。
社美彌子（やしろ みやこ）
演 - 仲間由紀恵
警視庁総務部広報課課長。警視正。S13 -1より不定期登場。
事件の全貌にいち早く辿り着く右京の捜査能力を高く評価する権力者の一人だが「私の趣味ではない」と苦言を呈している。
青木年男（あおき としお）
演 - 浅利陽介
警視庁サイバーセキュリティ対策本部 特別捜査官。巡査部長。
ゲストとしてS14-15に登場、後にメインとしてS15-1からS20-20〈終〉まで登場。
衣笠藤治（きぬがさ とうじ）
演 - 大杉漣（S15-1〜S16-13） → 杉本哲太（S16-20〜）
警視庁副総監。警視監。S15-1より不定期登場。
権力に固執する典型的な官僚だが、サイバーセキュリティ対策本部の発足に携わるなど警察組織の改革にも意欲的に取り組んでいる野心家。

警察庁
小野田公顕（おのだ こうけん/きみあき）
演 - 岸部一徳
警察庁長官官房室長。警視監。特命係の創設に大きく関与し、右京が特命係に追いやられる切っ掛けを作った人物。S1-1からS9-18〈終〉まで登場。
この後のシーズン放映時期から、岸部一徳はDoctor-Xに出演している。
S20-3で右京が酷似した人物とすれ違っておりクレジットに岸部一徳の表記がされている。
甲斐峯秋（かい みねあき）
演 - 石坂浩二
警察庁次長→警察庁長官官房付。警視監。享の父親。S11-1より不定期登場。
法務省
日下部彌彦（くさかべ やひこ）
演 - 榎木孝明
法務事務次官。S14-1より不定期登場。S17-10での登場後は亘が特命係を去る、S20-20〈終〉の前後編まで出演はない。法務省に勤めていた頃の亘の上司である。

## 用語
※ストーリー内にたびたび登場する施設・会社・組織・部署、国家などを記す。早慶大学や自友党など現実世界のモデルが容易にわかるものも少なくない。

### 特命係
杉下右京が係長を務める部署。正式名称は警視庁生活安全部特命係または警視庁刑事部臨時付特命係であったが、S16-2以降は警察庁長官官房付特命係警視庁預かりとなっている。
警視庁の上層部が不要と判断した人間を、右京の下に置いて自主退職させるための追い出し部屋。設置されてから6人がこの部署に在籍し、いずれも1週間足らずで辞めているが、その次に左遷されてきた亀山薫（PS1からS7-9まで）、右京の監視のため配属された神戸尊（S7-19〈終〉からS10-19〈終〉まで）、旅先での出会いを経て右京の指名で配属された甲斐享（S11-1からS13-19〈終〉まで）、警視庁出向中の法務省キャリア官僚だった冠城亘（S14-1からS20-20〈終〉まで）の4名はそれぞれ長期に渡って在籍していた。S21からは亀山が嘱託職員として復帰し、紆余曲折の末に司法警察職員としての再任用として配属された。
基本は右京と部下1名のみから成る部署だが、陣川公平（S3-6）や青木年男（S16-20〈終〉からS17-10まで）が一時的に配属されて3人体制となったこともある。捜査のために、人事交流という建前で法務省職員・姉川聖子が臨時配置されたこともある（S7-10）。また右京の相棒不在時や犯人などにより捜査不能になった時には捜査一課の伊丹や三浦や芹沢、鑑識の米沢などが右京の部下のような役割を果たすこともある。
外務省高官宅篭城事件の解決のために小野田公顕が非公式に立ち上げた組織「緊急対策特命係」を前身としており、捜査二課から作戦参謀として引き抜かれた右京と、SATから選抜した隊員5人で構成されていた。しかし小野田の失策のために隊員・人質に死者を出す惨事となったため、右京は激昂し「緊急対策特命係」の表札を破壊した。その後、右京に全責任を取らせる形で「特命係」として正式に発足。便宜上、角田六郎が課長を務めている部署の所属（S4までは「生活安全部薬物対策課」、S5以降は「組織犯罪対策部組織犯罪対策第5課」）になっているが、角田は直属の上司に当たらないというポジションになっており、S16-2からは特命係の解体を目論む警視庁副総監の衣笠藤治の思惑により警察庁長官官房付の甲斐峯秋が指揮統括役を任せられ名目上の上司となっている。
「特命」は右京によると「特別に命令があれば何でもする」という意味であり、通常は証拠品の返却などの雑務や、時に組対5課など他部署の手伝いを行っている。それらが特にない場合は基本的に何もしない形となる。しかし捜査権限を持っていないにもかかわらず非公式の捜査も行い、犯人を逮捕直前まで追い込むことがしばしばあるが、手柄は全て捜査一課や組対5課など公式な捜査をしている部署のものになっている。窓際部署であることに加え右京が利害関係を問わずに警察組織の黒い部分を洗い出そうとしていることもあり、上層部には煙たがられる存在である。しかし「特命」という響きから一般人などからは「特別な捜査を命じられる部署」「特命最前線」など勘違いされる場合もある。そのため、亀山、陣川は特命係への配属理由を知るまで栄転による異動だと思っていた。
大河内の言葉によれば、警察上層部の中には「特命係の活躍を認めるぐらいなら迷宮入りした方がマシ」と考える者もいる（S7-1）。その一方で「ジョーカー」と呼ばれるなど、その能力を買われることもある（S8-19〈終〉、S16-6）。一般の警察官にも一部では名前が知られているが（S13-4、S16-6など）、噂だけの存在として扱われている（S19-1など）。
実際の部署の存在する部屋が頻繁に移動している。PSの時点では、2室に分かれた入口から見て右側に窓のある部屋だったが、その後、地階とも思われる場所に移動したこともある。現在は警視庁本部庁舎3階の組織犯罪対策部組織犯罪対策5課の奥に居を構えている。
特命係の人間は、出勤時に名札を名前が黒字で書かれた面を表にし、退勤時に名前が赤字で書かれた面へ裏返すことが規則となっている。

### 花の里
右京の元妻・宮部たまきが営んでいた小料理屋。PSでは「新ふくとみ」という名前だった。「新ふくとみ」は、店内に他の従業員がいる、座敷席がある、テレビが置いてあるなど、後の「花の里」とは営業形態が異なっている。
「花の里」は座席数は10席程度でカウンター席のみ。S4までは外観・内装と所在地周辺の風景はシリーズごとに若干異なっていたが、S5より固定された。初期は代々木に店を構えていたようで、他の従業員やテレビの存在が確認できた。名前の由来は杉下右京の遠縁の親戚「杉下花」から。S10-1にてたまきの意向により突如閉店する。右京の薦めで月本幸子が女将の立場を引き継いだことにより営業を再開したが（S10-12）、 幸子の一身上の意向により再び閉店（S17-19）。彼女の退場後のseason17-最終回とseason18以降のシリーズには登場していない。
劇中では、最初期を除いて他の客が来店する様子はほとんど見られないが、予約の電話が入ったり（S5-3）、客が帰宅する様子が見られるため（S10-12）、ある程度の来客は存在するようである。まれに右京たち以外のメインキャストや物語の主軸となる人物が来店する（S11-11、S12-16など）こともある。
レギュラーや準レギュラーをはじめ、各回ゲストが訪れることもある。一般客の姿はあまり見られないが、一部回で訪れる場面がある。

### こてまり
season18 最終話にて開店した家庭料理店。
元々は「小手鞠」という芸名で赤坂の芸者をしていた小出茉梨が営む小料理屋。内閣官房長官や各界の著名人に贔屓にされていた事実や警察関係者がよく利用する事からあまり客足は芳しいとは言えないが、茉梨曰く「お店は趣味でやっているので、問題はない」（S19-1）と意に介さない様子。花の里とは違って店の入り口にも「警察官立寄所」との表示が掲げられており、カウンターに加えて座敷席もある。
右京と冠城は、S18-20〈終〉より、閉店した花の里に代わって、甲斐峯秋の勧めによってこの料理店に通うようになった。S21-1からは亀山夫婦も通うようになり、美和子は同店でアルバイトをすることになった（S21-3）。

### 城代金融
三浦曰く一昔前はあからさまな暴力団、初登場時ではあからさまでない暴力団とのこと。作中では壊滅まで描写された。

### 赤いカナリア
左翼過激派のテロ組織。全共闘などいわゆる学生運動の時期に生まれた国際的なテロ組織であるが、現在では下火であり（神戸によると「国内勢力は壊滅状態」）、一部の幹部が活動を続け復活の時を待っているとされる。かつて有名な革命戦士として名を馳せていた本多篤人が設立メンバー・幹部として所属していた。劇中ではその名称や構成員が話の一端に絡む程度で話の本筋に関わることはほとんどなかった（S5-11、S6-10、劇I、S8-1、裏相棒）が、S9-18〈終〉にて国家を危機に直面させる事態を引き起こしている。
創始者の言葉として「夜が明けるから目覚めるのではない、目覚めたから夜が明けるのだ。目覚めぬ者に夜明けは来ない」がある。

### サルウィン共和国（Salween / Salwine）
東南アジアに位置する架空の国家。S7-1、2に登場した地図によると、ミャンマーとバングラデシュの間 に位置している。東南アジアと南アジアの境に当たるが、東南アジアの国と明言されている。ミャンマーのパレッワ（en）付近に相当する位置に首都カーサルがある。国旗は黒・黄・赤・緑・白の5色で、意匠はスーダンやヨルダンのものと似ている。アルファベット表記の「Salween」はseason7 第1〜2話、「Salwine」はseason14 第10話（元日スペシャル）による。
政府をはじめとする様々な組織が腐敗している影響で不安定な情勢が続いている。ウランやレアメタルが豊富に産出するが、その恩恵は特権階級が独占しており、国民の大半は貧困にあえいでいる。日本政府が食糧援助も行っている。亀山の高校時代の親友・兼高公一が生前、NGOのボランティア活動のために滞在していたが、兼高が殺害された事件（S7-1、2）をきっかけに、亀山は彼の遺志を継ぐため警視庁を退職し、妻の美和子とともに移住した（S7-9）。後に、亀山の教え子が率いた反政府革命により、共和制が瓦解して王政復古した（S21-1）。シリーズが進むと、サルウィン出身の人物が日本で働いている姿が描写されるようになった（S17-9）。さらにS21-1では、サルウィンの要人と日本人の協力者も登場している。

### エルドビア共和国（Eldovia）
南米に位置する架空の国家。S14-9にて、コロンビアの西隣の架空の三角形状の半島に位置することが判明。首都はマウベ（Maube）。
反政府ゲリラや反米勢力による内戦で国内は混乱状態にあり、劇I時の5年前、S12-1の10年前頃には誘拐がビジネス化していたようである。また、甲斐峯秋がS12-1でエルドビアの日本大使館にいたこと、および、同時期に日本大使館にいた綿貫孝雄と親交があったことが劇IIIで、それぞれ明かされている。
後に「科捜研の女」にも同様の国名がたびたび登場している。また、和泉監督が関わった「そして誰もいなくなった」の登場人物の過去のエピソードでも登場している。

### ルベルタ共和国
南米に位置する架空の国家。首都はペルグランディア。
初出はS7-12で、日本で殺人を犯した犯人の故郷として登場し、S9-6では二見会と呼ばれる暴力団の麻薬の入手先として登場している。
後に「科捜研の女」にも同様の国名が登場し、そちらでは国土の位置も判明した。

### 東亜民主共和国
東アジアに位置する架空の国家（詳しい位置は不明）。作中では主に「東国」と呼ばれている。首都はペイリョウ。その他、陶磁器で有名なシャンリェンという都市が存在する。漢字・ハングルに似た独自の文字が使われている。
軍事国家であり、一度スパイの嫌疑が掛かれば無実でも極刑は免れないとされる。また関係者の一人が「疑問に思ったことを自由に考えてはいけない」と話していることから、言論統制などが行われているようである。アルコールがタブーとされ、一般の旅客機でも領空上では酒類を提供できない。
名称の初出はS11-19〈終〉で、S22-10で実際に登場し主要な舞台となった。 峯秋曰く「無法国家」で、日本企業の社員を買収しての炭素繊維の国外持ち出しやそれを捜査していた刑事の謀殺（S11-19〈終〉）、日本の数学者への素数解析プログラムの依頼など（S12-2）、日本国内でも数々の事件の裏で暗躍し犯人の動機のネタを提供している。

### ヨツバ電機
家電を主力とする電機メーカー。初出はS4-6で、その後も劇I、S12-4などに登場している。

### タツミ開発
右京の後輩が総務部長として勤務していた有名企業。
初出はS1-9で、同社を訪れていた特命係の眼前で、経理の社員らが夢遊病者のようにさまよい出た隙に金庫から大金を盗まれるという事件が起きた。
「タッちゃん」というマスコットキャラがおり、S2-4、S8-4などに登場している。

### 自友党
政権与党。初出はseason2 第21話で、瀬戸内米蔵、 片山雛子が所属していた。

### ユアライブ
名前通り現実世界のYouTubeに当る動画配信サイト。主要なゲストが配信者である回がたびたび存在するほか、あからさまな犯罪に利用されることも多い（S22-20〈終〉など）。神戸尊時代から甲斐享時代にかけては現実世界のニコニコ動画などに当たる別の動画配信サイトが登場したこともあったが冠城亘時代以降はほぼ登場していない。

### 城東大学
亀山薫達の出身大学。

### 早慶大学
甲斐享、冠城亘などの出身大学。

### その他相棒の世界に存在する大学
東京大学、早稲田大学、慶明大学、文教館大学、恵和医科大学、他

## スタッフ
相棒の産みの親であるプロデューサーの松本基弘はseason12で降板。後任には桑田潔と佐藤凉一が就任した。プロデューサーの交代に関して水谷は以下のように述べている。
松本の降板と同時にシリーズ初期から脚本を手がけてきた櫻井武晴や戸田山雅司なども降板し、輿水以外の脚本陣が大きく入れ替わっている。また、pre seasonから監督を務めた和泉聖治もseason14 最終回「ラストケース」をもって卒業。season15以降は、season2から相棒の制作にかかわっている橋本一監督が主体となって制作が進められている。
- 脚本 - 輿水泰弘、櫻井武晴、砂本量、深沢正樹、坂田義和、東多江子、岩下悠子、林誠人、近藤俊明、古沢良太、瀬巻亮犬、入江信吾、戸田山雅司、真部千晶、西村康昭、吉本聡子、吉本昌弘、徳永富彦、渡辺雄介、ハセベバクシンオー、佐伯俊道、 波多野都、太田愛、福田健一、 ブラジリィー・アン・山田、玉田義正、守口悠介、高橋悠也、金井寛、酒井雅秋、飯田武[注 25]、真野勝成、山本むつみ、森下直、池上純哉、藤井清美、谷口純一郎、坂上かつえ、宮村優子、櫻井智也、浜田秀哉、神森万里江、根本ノンジ、児玉頼子、斉藤陽子、山崎太基、瀧本智行、杉山嘉一、川﨑龍太、光益義幸、竹内清人、當銘啓太、渡部亮平
- 脚本協力・原案・プロット協力 - 輿水泰弘、櫻井武晴、岩下悠子、高橋亨、西村康昭、守口悠介、柿木健二朗、藤井清美、徳永富彦、小宮孝泰
- 監督 - 和泉聖治[51]、麻生学、大井利夫、吉野晴亮、橋本一、長谷部安春、猪崎宣昭、近藤俊明、森本浩史、西山太郎、東伸児、安養寺工、田村孝蔵、近藤一彦、池澤辰也（テレパック）、兼﨑涼介、内片輝、藤岡浩二郎、権野元、杉山泰一、片山修（テレビ朝日）、守下敏行、蔵方政俊

### レギュラー放送
- 助監督 - 吉野晴亮、安養寺工、東伸児、井澤辰幸、近藤俊明、山本透、阿部満良、小波津靖、谷口昌史、田村孝蔵、深野剛義、中田博之、近藤一彦、畑中みゆき、最知由暁斗、石川久、住松拓美、村松卓、濱龍也、荒川史絵、高畑隆史、西片友樹
- 撮影 - 上林秀樹・志賀葉一・佐々木原保志・小林元（J.S.C.）、会田正裕・笹村彰・中村耕太・高田陽幸・木村祐一郎・宮本亘・宮崎悟郎・岩田憲・冨永健二（アップサイド）
- 編集 - 只野信也（J.S.E）
- 音楽 - 池頼広
- 音響効果 - 大野義彦・阿部作二（大泉音映）、佐々木英世・小川広美（東洋音響）、伊藤進一（カモメファン）、渡辺基（ヴォックス）、奥山力、寺岡基臣・岩崎晋介（SPOT）、高木秀和（ニートネスト）、大塚智子・柴田妃菜子（フォノンスコア）、丹雄二
- VE - 石川友一、小山祐輔、辻克喜（アップサイド）ほか
- MA - 藤沢信介
- 美術 - 伊藤茂、安部衛、丸山裕司、近藤成之（東京美工）、竹内悦子、乙竹恭慶、山崎秀満、澤田清隆、安田菜々美、石島武
- 殺陣 - 二家本辰己、所博昭
- カーアクション - 海藤幸廣（アクティブ21）ほか
- 宣伝 - 保坂正紀・坂内雅弘・村上篤・五十嵐恵・西尾浩太郎・冨田裕美・古澤琢・村上理絵・森千明（テレビ朝日）
- 制作 - テレビ朝日・東映

## 放送日程
pre season / 特別編 / season1 / season2 / season3 / season4 / season5 / season6 / season7 / season8 / season9 / season10 / season11 / season12 / season13 / season14 / season15 / season16 / season17 / season18 / season19 / season20 / season21 / season22 / season23

### 凡例
- season1〜5の公式HPなどでの表記は「First season」「Second season」「3rd Season」「seasonIV」「seasonV」であるが、以降のシーズンも含め「season（数字）」と表記する（pre seasonを除く）。

## 派生作品

### 劇場版
相棒 -劇場版- 絶体絶命! 42.195km 東京ビッグシティマラソン
テレビ朝日開局50周年を記念して2008年5月1日に公開された1作目の劇場版。
相棒 -劇場版II- 警視庁占拠! 特命係の一番長い夜
相棒10周年を記念して2010年12月23日に公開された2作目の劇場版。
相棒 -劇場版III- 巨大密室! 特命係 絶海の孤島へ
テレビ朝日開局55周年を記念して2014年4月26日に公開された3作目の劇場版。
相棒 -劇場版IV- 首都クライシス 人質は50万人! 特命係 最後の決断
2017年2月11日に公開された4作目の劇場版。

### スピンオフ映画
相棒シリーズ 鑑識・米沢守の事件簿
2009年3月28日に公開された1作目のスピンオフ。
相棒シリーズ X DAY
2013年3月23日に公開された2作目のスピンオフ。

### 裏相棒
「トリオ・ザ・捜一」の伊丹、三浦、芹沢と鑑識の米沢を中心としたコメディ仕立てのショートドラマ。『裏相棒2』からは角田が、『裏相棒3』からは内村と中園も加わる。時間は3分。
『裏相棒』は劇場版公開に合わせて2008年4月22日から同年5月2日まで未明帯で放送された。関東地方での放送時間は火曜 - 金曜1:15 - 1:23（月曜 - 木曜深夜）、地域により放送日が異なる。全8回。また新作映画公開記念として、CSのテレ朝チャンネル（30分、8話連続）と東映チャンネル（15分、4話連続、前編・後編）で放送され、2008年5月19日（日曜、5月18日〈土曜〉深夜、関東ローカル）で0時30分から1時20分）ドスペ2「相棒まだまだ公開中スペシャル!」内でも、第7回以外を一挙放送（前半「テラコヤ!」、後半「裏相棒」）。season6のDVD1（初回版）の特典ディスクとしてソフト化された（「相棒 season6 - Vol.12」として単品レンタルあり）。
『裏相棒2』は『鑑識・米沢守の事件簿』公開に合わせ公式サイトで配信されたスピンオフ作品。2009年3月18日のシーズン7最終回放送終了後から第1夜の配信を開始、以後全4回を毎週水曜日に1回ずつ配信された。なお、配信の前にキャストが出演するオリジナルCMが挿入された。season7のDVD-BOX2に全話収録。
『裏相棒3』は劇IV公開に合わせて2017年2月6日から2月10日にかけて『ワイド!スクランブル・第2部』（月曜 - 金曜12:30 - 13:45）内にて放送されたスピンオフ作品。全5話。「裏相棒」初の昼間の放送となる。劇IVの豪華版Blu-ray/DVDの特典DVD2に全話収録。

#### 制作（裏相棒）
芹沢役の山中崇史はスタッフブログ内のインタビューの中で第1話について、芹沢の友人、それも同期の元警官（演：袴田吉彦）が容疑者ということがショックだったと振り返っている。その一方で、前半と後半で扱う出来事が異なるのが面白いとも話している。また、スイーツというあだ名は恥ずかしかったといい、番組を知らない者にとってはいきなり出てくるのでどう思われるのか気になったとのべている。

#### スタッフ（裏相棒）
- 音楽 - 池頼広
- 助監督 - 安養寺工（裏相棒）、村松卓（裏相棒2）、最知由暁斗（裏相棒3）
- 撮影 - 木村祐一郎（裏相棒） 、笹村彰（裏相棒2）、宮本亘（裏相棒3）
- 編集 - 只野信也（J.S.E）
- 選曲 - team K（裏相棒）、三田兼玄（ウィーヴァーズ/裏相棒2）、谷川義春（SPOT/裏相棒3）
- 音響効果 - 大野義彦（大泉音映）
- MA - 藤沢信介
- 宣伝 - 蓮実里奈（テレビ朝日）
- プロデューサー - 松本基弘（テレビ朝日 / 裏相棒1、2）・上田めぐみ（テレビ朝日/裏相棒）・伊東仁（テレビ朝日）、香月純一（東映/裏相棒）・西平敦郎・土田正通（東映）
- 編成 - 島川博篤（テレビ朝日/裏相棒）・西勇哉（テレビ朝日/裏相棒2）
- 制作 - テレビ朝日・東映

#### 裏相棒
| 話数   | 放送日        | サブタイトル       | 脚本       | 監督     |
| ------ | ------------- | ------------------ | ---------- | -------- |
| 第一夜 | 2008年4月22日 | 茶色の小瓶         | 戸田山雅司 | 近藤俊明 |
| 第二夜 | 4月23日       | 「花の里」奇譚     | 戸田山雅司 | 近藤俊明 |
| 第三夜 | 4月24日       | 踊る大発毛腺       | 戸田山雅司 | 近藤俊明 |
| 第四夜 | 4月25日       | 張り込み           | 戸田山雅司 | 近藤俊明 |
| 第五夜 | 4月29日       | マジックミラー     | 戸田山雅司 | 近藤俊明 |
| 第六夜 | 4月30日       | 伊丹の足の下       | 戸田山雅司 | 近藤俊明 |
| 第七夜 | 5月1日        | 続・「花の里」奇譚 | 戸田山雅司 | 近藤俊明 |
| 第八夜 | 5月2日        | 恋するイタミン     | 戸田山雅司 | 近藤俊明 |

#### 裏相棒2
| 話数   | 配信開始日    | 放送日時                               | サブタイトル     | 脚本     | 監督     |
| ------ | ------------- | -------------------------------------- | ---------------- | -------- | -------- |
| 第一夜 | 2009年3月18日 | 2009年4月6日 2:10 - 2:20（4月5日深夜） | 宿直の夜         | 櫻井武晴 | 安養寺工 |
| 第二夜 | 3月25日       | 2009年4月6日 2:10 - 2:20（4月5日深夜） | 致命的なミス     | 櫻井武晴 | 安養寺工 |
| 第三夜 | 4月1日        | 4月13日 2:55 - 3:05（4月12日深夜）     | 驚愕の事実       | 櫻井武晴 | 安養寺工 |
| 最終夜 | 4月8日        | 4月13日 2:55 - 3:05（4月12日深夜）     | 鑑識ショッピング | 櫻井武晴 | 安養寺工 |

#### 裏相棒3
| 話数   | 放送日       | サブタイトル | 脚本     | 監督   |
| ------ | ------------ | ------------ | -------- | ------ |
| 第一話 | 2017年2月6日 | 理想の刑事   | 櫻井智也 | 東伸児 |
| 第二話 | 2月7日       | パレード     | 櫻井智也 | 東伸児 |
| 第三話 | 2月8日       | 国際犯罪組織 | 櫻井智也 | 東伸児 |
| 第四話 | 2月9日       | 再会の時     | 櫻井智也 | 東伸児 |
| 第五話 | 2月10日      | 運命         | 櫻井智也 | 東伸児 |

### 配信限定作品
動画配信プラットフォーム「TELASA(テラサ)」にて配信のオリジナル作品。脚本は輿水泰弘、徳永富彦が手掛ける。2020年12月25日12:00より2作品と、2022年2月9日より新作「とりしらべ」が配信。2024年3月20日より「相棒 sideA/sideB」が、続く10月16日は前作の2年後のエピソードを追加した「相棒 side X」が配信。

#### 配信日程
| 配信開始日     | サブタイトル         | 脚本     | 監督       |
| -------------- | -------------------- | -------- | ---------- |
| 2020年12月25日 | 杉下右京はここにいる | 輿水泰弘 | 権野元     |
| 2020年12月25日 | 冠城亘はここにいる   | 輿水泰弘 | 畑中みゆき |
| 2022年2月9日   | とりしらべ           | 輿水泰弘 | 橋本一     |
| 2024年3月20日  | 相棒 sideA/sideB     | 徳永富彦 | 橋本一     |
| 2024年10月16日 | 相棒 side X          | 徳永富彦 | 橋本一     |

## 評価・反響

### 受賞
2007年にseason5 第11話の「バベルの塔」が日本民間放送連盟賞 テレビドラマ番組部門 優秀賞を受賞した。
2008年には本作での演技が評価され水谷と寺脇が第16回橋田賞を受賞。また映画『相棒 -劇場版- 絶体絶命! 42.195km 東京ビッグシティマラソン』でも複数の賞を受けている。
season7放送後の『ザテレビジョン』主催の「第60回ザテレビジョンドラマアカデミー賞」では亀山卒業後も右京単独で活躍させた取り組みなどが評価され、ザテレビジョン特別賞を受賞した。
2011年には多彩なキャラクターの魅力、硬派なテーマを扱う一方で遊び心もうまく取り混ぜるシリーズ構成、脚本の完成度の高さ、人気に甘えないチャレンジ精神などが評価され、「第48回ギャラクシー賞」テレビ部門特別賞を受賞した。同じく2011年にはseason9第8話の「ボーダーライン」が派遣労働者の貧困を扱ったことが評価され、貧困ジャーナリズム大賞2011を受賞している。受賞の対象は主演の水谷と脚本担当の櫻井武晴。
大和ネクスト銀行が調査した、シニア層（50歳から79歳）が選ぶ2014年の面白かったドラマに、season12が第2位、season13が第3位にランクインした。
2015年、season13が「第41回放送文化基金賞」テレビドラマ番組部門の最優秀賞を受賞。
2022年に行われ150人が投票に参加した「期待度が高い2022年秋ドラマランキングベスト13」では、season21が見事1位に輝いた。

### パロディ
以下、「オリジナル」は本家の『相棒』、「BGM」はオリジナルのBGMを意味する。
- 未来講師めぐる

田口浩正が右京のようなキャラクターを演じている。
- 炎神戦隊ゴーオンジャー - GP-28（第28話）「相棒グンペイ」

石原軍平 / ゴーオンブラックの警官時代の「相棒」だった警視庁「特犯係」の右京風な刑事・柏木左京）が登場（水谷もこのパロディ回の存在を把握しているようである）。GP-FINAL（最終話）「正義ノロード」でも、警察に復帰した軍平が右京を模した服装と口調で登場するシーンがある。両番組共に東映の制作であることもあって、オリジナルの特命係のセットで撮影された。
- 特命係長 只野仁 - スペシャル'08

只野仁が右京そっくりな左京さんというキャラクターに変装。森脇幸一も薫風に扮している。
- ケロロ軍曹 - 第253話Bパート「ケロロ 黒電話捜査官66（ロクロク）であります」

『ケータイ捜査官7』をパロディ化したストーリーで、ケロロが右京を意識したケロ下右京（仮称）に。
- 朝日放送新社屋完成記念 くるくる朝日です

ABCセンターの掲示板に劇場版?「相方」のポスター、登場したのは、宮根誠司をはじめとする朝ワイドのキャスター陣、隣はオリジナルの劇場版ポスター。
- 爆笑レッドシアター - コーナー「杉下ウッ京の事件簿」

オリジナル放映後すぐの22時から始まる番組のコーナー。4人の容疑者の中で誰が面白くないかを決める内容で、内村光良が右京ならぬ杉下ウッ京に、坪倉由幸が薫に、福徳秀介が尊に、柳原可奈子が被害者を演じる。タイトルBGMはオリジナルの流用で、タイトルの人物シルエットも内村・坪倉・福徳であえて作り直している。毎週放映するたびにシーズン番号が増え、最後はオリジナルより大きくなっていた。
- 東京DOGS
- もしものシミュレーションバラエティー お試しかっ! - 2011年8月29日

「ワケありボツメニュー」のクイズに、タカ下右京という、杉下と同じ衣装で、ティーカップを持った回答キャラクターが、BGM込みで登場した。
- ピカルの定理 - 2013年1月16日放送『哀棒Eleven』第1話「熟女へのあふれる愛」

ピースがそれぞれ綾下右京（演：綾部祐二）、又甲斐享（演：又吉直樹）を演じる。ピカルの定理が21時から始まる2時間スペシャルだったため、オリジナルの放送中に放送された。
- ごきげん!ブランニュ - コーナー「最後の晩餐」

刑事「すち下右京」（演：すっちー）と彼の相棒「亀山吉田裕」（演：吉田裕）が登場。タイトルや捜査のBGMはオリジナルを使用。
- 勇者ヨシヒコと導かれし七人 - 2016年11月5日放送 第5話「ダシュウ村と5人の神々!! 史上最強に危ない冒険!?」

民放テレビ局をパロディ化した神々が登場。テレビ朝日を模したテレアーサと亀島が、右京と亀山そっくりだった。なおテレアーサを演じたマギーは、オリジナルでも複数回ゲスト出演している。
- うちの弁護士は手がかかる - 2023年12月8日放送 第9話「バディ解散・・・蔵前、突然の逮捕!?杏は・・・」

東京地検特捜部の検事 水島和也（演：矢柴俊博）が蔵前勉（演：ムロツヨシ）を聴取する際、右京そっくりの姿で登場。「ひとつよろしいですか？」、「恥を知りなさい！」とお馴染みのセリフを発するシーンや、高い位置から紅茶を注ぐシーンがあった。また、隣には薫のような服装の検事が座っていた。なお、矢柴俊博とムロツヨシはともにオリジナルに出演したことがある。

### コラボレーション
- 2008年3月、右京と薫が、警視庁の飲酒運転抑止ポスターに起用された。キャッチコピーの一節には右京が激昂したときに口にする「まだ、わからないのですか!」が使われ、約15万枚が貼り出された[72]。
- 徹子の部屋 - 2008年4月29日、劇場版の公開キャンペーンの一環として水谷と寺脇が同番組にゲスト出演した。番組前半は杉下右京と亀山薫（役のままの2人）で、後半は水谷豊と寺脇康文（素の2人）の体で進行した。また、2008年12月16日、sesason7 第9話「レベル4〜後篇・薫最後の事件」の放送に合わせて寺脇が再びゲスト出演し、卒業の詳細や最後の収録終わりの裏話などを語った。2009年3月27日には、スピンオフ作品の公開に合わせて六角精児が出演した。この際も、番組前半は鑑識の衣装を着て米沢守の役のままで出演し、番組後半は私服に着替えて六角精児として出演した。劇IIの公開時には、2010年12月23日に水谷豊と及川光博（神戸尊）が、2011年1月6日にはTeam相棒として川原和久、大谷亮介、山中崇史、六角精児もそれぞれ同様に出演。
- リポビタンD - 2008年4月下旬から、劇場版の公開を記念したコラボレーション企画として、米沢役の六角精児と伊丹役の川原和久が出演する同商品のCMが放送された[73]。また、2010年12月には劇IIの公開を記念したコラボレーション企画として、上記2人のほかに宮部たまき役の益戸育江を加えた黄桜のCMが放送された。両社とも本番組のスポンサーである[注 28]。
- クレヨンしんちゃん - 2010年11月26日放送のクレヨンしんちゃん20周年スペシャルにおいて、右京役の水谷と尊役の及川が実写で出演し、クレヨンしんちゃんの20周年のお祝いコメントをし、締めには場を借りて公開1か月前だった『相棒 -劇場版II- 警視庁占拠! 特命係の一番長い夜』の番宣も行った。
- ドラえもん（テレビ朝日版第2期） - 2018年11月9日放送回において、右京役の水谷と亘役の反町が声優としてゲスト出演[74]。同作では、2人がドラえもんと野比のび太が見ているテレビで放送されるドラマ『あい棒』に登場した[74]。なお声の出演は無いが大木と小松も特命係を覗きこむシーンが描かれている。その他、映画『新・のび太と鉄人兵団』にも鉄人兵団の襲来に際してドラえもんがのび太に特命係に電話するよう催促するシーンがある。

### その他
- 現実の警察組織では、ペアを組む相手を「相勤（あいきん）」と呼んでいたが、本作の影響で「相棒」と呼ばれるようになった[75]。

## 関連商品

### DVD・Blu-ray
2006年放送のseason4 最終回でDVDソフト化が発表された。なお、テレビ朝日系刑事ドラマでは、この作品が初めてDVD化されたものとなる。初版のpre seasonからseason17までにおける販売元のクレジットはワーナー・ブラザース ホームエンターテイメント。販売元であるNBCユニバーサル・エンターテイメントジャパン は、ワーナーとの契約により表記していなかった。しかし、劇場版のリリースに限りDVDレンタル向けに関しては表記されるようになった。『X DAY』の販売元はハピネット、『劇場版IV』及びseason19以降の販売元はハピネット・メディアマーケティング、新装版のpre seasonからseason17まで及びseason18の販売元はハピネット・マーケティング。劇IIよりBlu-rayも同時発売され、Blu-ray化されていなかったpre seasonからseason8までは2014年7月から2015年9月にわたってBlu-ray BOXが発売された。
- 相棒 pre season（2006年10月6日発売<DVD>・2014年7月2日発売<Blu-ray>）1BOX仕様 ※Blu-ray BOXには第1・3話の特別編を収録した特典ディスクが同封。
- 相棒 season1（2006年11月3日発売<DVD>・2014年7月23日発売<Blu-ray>）1BOX仕様
- 相棒 season2（2007年2月9日発売<DVD>・2014年9月25日発売<Blu-ray>）Blu-rayは1BOX、DVDは2BOX仕様
- 相棒 season3（2007年9月7日発売<DVD>・2014年11月25日発売<Blu-ray>）Blu-rayは1BOX、DVDは2BOX仕様（第7話未収録）
- 相棒 season4（2007年12月7日発売<DVD>・2015年1月28日発売<Blu-ray>）Blu-rayは1BOX、DVDは2BOX仕様
- 相棒 season5（2008年3月7日発売<DVD>・2015年3月25日発売<Blu-ray>）Blu-rayは1BOX、DVDは2BOX仕様
- 相棒 season6（2008年12月10日発売<DVD>・2015年5月27日発売<Blu-ray>）Blu-rayは1BOX、DVDは2BOX仕様 ※BOX1には初回生産分のみ「裏相棒」を収録した特典ディスクが同梱。
- 相棒 -劇場版- （2008年10月22日発売）初回限定の豪華版（4枚組）と通常版（1枚のみ）の2種。初回限定特典は、杉下右京の着ボイス。
- 相棒 スリム版（2009年3月18日発売）pre seasonからseason2までを6巻のスリムパッケージに収めた2009年8月31日までの期間限定発売の廉価版。
- 相棒シリーズ 鑑識・米沢守の事件簿 （2009年10月21日発売）season7.5を収録。初回限定はスペシャルパッケージ+封入特典（デジタル特典）付。
- 相棒 season7（2009年10月21日発売<DVD>・2015年7月29日発売<Blu-ray>Blu-rayは1BOX、DVDは2BOX仕様 ※映像特典 PRスポット集（BOX1，2）同時使用。DVD完全撮り下ろし寺脇康文インタビューほか（BOX1に収録）『裏相棒2』（BOX2に収録）
- 相棒 season8（2010年10月20日発売<DVD>・2015年9月30日発売<Blu-ray>）Blu-rayは1BOX、DVDは2BOX仕様 ※映像特典 第18話「右京、風邪をひく」時系列再編集版ほか
- 相棒 スリム版（2010年11月23日発売）pre seasonからseason2までを6巻のスリムパッケージに収めた前作の再発売と、新たにseason3からseason5までを9巻のスリムパッケージに収めた2011年3月31日までの期間限定発売の廉価版。
- 相棒 -劇場版II-（2011年8月3日発売）初回限定の豪華版（5枚組）と通常版（1枚のみ）の2種。豪華版には劇場公開時にカットされたシーンを追加した「エクステンデッド・エディション」も収録。また『相棒』としては初めてBlu-ray版が発売された。
- 相棒 season9（2011年10月19日発売）DVDは2BOX仕様で発売。またテレビシリーズでは初のBlu-ray BOXが1BOX仕様で発売された。
- 相棒 season10（2012年10月17日発売）Blu-rayは1BOX、DVDは2BOX仕様 ※映像特典・舞台「裏相棒-劇場版-」・ほか相棒スペシャルファンミーティング・卒業発表記者会見・水谷豊×及川光博インタビュー・スーパーJチャンネル独占インタビュー〈未公開映像あり〉・相棒season10オールアップ集・PRスポット集
- 相棒 season11（2013年10月16日発売）Blu-rayは1BOX、DVDは2BOX仕様。映像特典として「水谷豊×成宮寛貴 製作発表会見」、「はい! テレビ朝日です『オープニングの舞台裏』」、PRスポット集、第18話「BIRTHDAY」ディレクターズカット版。
- 相棒シリーズ X DAY（2013年11月2日発売）特典DVD付きの2枚組。初回限定特典はブックレットとスリーブケース。
- 相棒 season12（2014年10月8日発売）Blu-rayは1BOX、DVDは2BOX仕様。※映像特典・大谷亮介インタビュー・オープニング映像ロングver・「相棒-劇場版III-序章」全4話+PRスポット集。
- 相棒-劇場版III-（2014年10月8日発売）初回限定の豪華版（5枚組）と通常版（1枚のみ）の2種。
- 相棒 season13（2015年10月14日発売） Blu-rayは1BOX、DVDは2BOX仕様。
- 相棒 season14（2016年10月12日発売）Blu-rayは1BOX、DVDは2BOX仕様。
- 相棒-劇場版IV-（2017年9月2日発売）通常版（1枚のみ）と特典DVD付きの豪華版（3枚組）の2種。
- 相棒 season15（2017年10月11日発売）Blu-rayは1BOX、DVDは2BOX仕様。
- 相棒 season16（2018年10月17日発売）Blu-rayは1BOX、DVDは2BOX仕様。
- 相棒 season17（2019年10月16日発売）Blu-rayは1BOX、DVDは2BOX仕様。
- 相棒 season18（2020年10月14日発売）Blu-rayは1BOX、DVDは2BOX仕様。
- 相棒 season19（2021年10月13日発売）Blu-rayは1BOX、DVDは2BOX仕様。
- 相棒 season20（2022年10月12日発売）Blu-rayは1BOX、DVDは2BOX仕様。
- 相棒 season21（2023年10月18日発売）Blu-rayは1BOX、DVDは2BOX仕様。
- 相棒 season22（2024年10月16日発売）Blu-rayは1BOX、DVDは2BOX仕様。

### CD
- 相棒 サウンド・トラック（2006年）
- 相棒 -劇場版- オリジナルサウンドトラック（2007年）
- 相棒 オリジナル・サウンドトラック（2008年）
- 相棒 Classical Collection -杉下右京 愛好クラシック作品集-（2008年）
- 相棒 Classical Collection -杉下右京 愛好クラシック作品集 デラックス- （2009年）
- 相棒 オリジナル・サウンドトラック デラックス（2009年）
- 相棒シリーズ「鑑識・米沢守の事件簿」 ORIGINAL SOUNDTRACK（2009年）
- 相棒 season8 オリジナル・サウンドトラック（2009年）
- 相棒 season9 オリジナル・サウンドトラック（2010年）
- 相棒 -劇場版II- 警視庁占拠! 特命係の一番長い夜 オリジナル･サウンドトラック（2010年）
- 相棒 season10 オリジナル・サウンドトラック（2011年）
- 相棒 season11 オリジナル・サウンドトラック（2013年）初回限定盤はオールナイトニッポン特別版 相棒回想編付き
- 相棒シリーズ X DAY オリジナル・サウンドトラック（2013年）
- 相棒 season12 オリジナル・サウンドトラック（2013年）
- 相棒-劇場版III- オリジナル・サウンドトラック（2014年）
- 相棒 season14 オリジナル・サウンドトラック（2016年）
- 相棒 -劇場版IV- オリジナルサウンドトラック（2017年）
- 相棒シーズン15〜18 オリジナルサウンドトラック（2020年）
- 相棒シーズン19&20 オリジナルサウンドトラック（2022年）
- 相棒シーズン21 オリジナルサウンドトラック（2024年）
- 相棒シーズン22 オリジナルサウンドトラック（2024年）
- 相棒シーズン23オリジナルサウンドトラック（2025年）

### 書籍

#### ガイドブック
- オフィシャルガイドブック 相棒（2006年10月5日発売、扶桑社） ISBN 4-594-60464-1 - Pre seasonからseason4までの、ほぼ全エピソードを148ページに渡って解説。
- オフィシャルガイドブック 相棒-劇場版-（2008年4月1日発売、扶桑社）
- 刑事マガジンSpecial相棒検定（2008年4月18日発売、辰巳出版） ISBN 978-4-7778-0516-7 - 問題総数は400問以上。ドラマ、劇場版含めあらゆる範囲から出題。
- 相棒シリーズ鑑識・米沢守の事件簿オフィシャルガイドブック（2009年3月発売、扶桑社）
- オフィシャルガイドブック 相棒Vol.2（2009年10月28日発売、産経新聞社） ISBN 978-4-8191-5005-7 - season5からseason7までの全エピソードを解説。
- オフィシャルガイドブック 相棒 －劇場版II－（2010年12月24日発売、産経新聞出版）ISBN 978-4-8191-5022-4
- オフィシャルガイドブック 相棒Vol.3（2012年9月14日発売、産経新聞出版） ISBN 978-4-8191-5044-6 - season8からseason10までの全エピソードを解説。なお、Vol.2まで同じ役で複数回登場している人物を扱ってきたが、Vol.3では本作のファンを公言する研ナオコがゲストとして演じたジャズシンガー・安城瑠璃子を例外的に取り上げている。
- オフィシャルガイドブック 相棒-劇場版III-（2014年3月31日発売、ぴあ）ISBN 978-4-8356-2310-8
- オフィシャルガイドブック 相棒-劇場版IV-（2017年1月28日発売、ぴあ）ISBN 978-4-8356-3167-7

#### シナリオ集
- 相棒シナリオ傑作選 Pre season - season7（2011年2月22日発売、竹書房）ISBN 978-4-8124-4525-9 - Pre seasonからseason7の脚本の決定稿を収録。著者は、輿水泰弘、櫻井武晴、砂本量、戸田山雅司、古沢良太。
- 相棒シナリオ傑作選2 season2 - season9（2011年12月21日発売、竹書房）ISBN 978-4-8124-4775-8 - season2からseason9の脚本の決定稿を収録。著者は、輿水泰弘、櫻井武晴、戸田山雅司、古沢良太、深沢正樹、岩下悠子、徳永富彦、ハセベバクシンオー、太田愛。

上記のシナリオ集の他、以下の雑誌に本作の脚本が掲載されている。
- 月刊「ドラマ」（映人社）
  - 2005年2月号 - 「相棒 潜入捜査」（放送タイトル「潜入捜査」）
  - 2008年2月号 - 「ロンドンからの帰還 ベラドンナの赤い罠」「特命係復活」「ありふれた殺人」「せんみつ」「ついてない女」
  - 2009年2月号 - 「十五年目の真実」（放送タイトル「右京撃たれる〜特命係15年目の真実」）「閣下」（放送タイトル「午後9時30分の復讐〜特命係、最後の事件」）「新・Wの悲喜劇」「レベル4 」（放送タイトル「レベル4〜前篇」「レベル4〜後篇・薫最後の事件」）
  - 2011年2月号 - 「最後のアトリエ」「暴発」「聖戦」
  - 2011年5月号 - 「相棒 season9 最終回2時間スペシャル・亡霊」（放送タイトル「亡霊」）
  - 2012年2月号 - 「贖罪」「晩夏」「ラスト・ソング」
  - 2012年11月号 - 「聖域」「オークション」
  - 2014年2月号 - 「ビリーバー」「かもめが死んだ日」「崖っぷちの女」
  - 2014年8月号 - 「相棒 season12 右京さんの友達」（放送タイトル「右京さんの友達」）
  - 2015年2月号 - 「相棒 13 元日スペシャル ストレイシープ」（放送タイトル「ストレイシープ」）
  - 2015年8月号 - 「鮎川教授最後の授業」「鮎川教授最後の授業・解決篇」
  - 2016年11月号 - 「相棒15 初回2時間スペシャル『守護神』」（放送タイトル「守護神」）
  - 2017年3月号 - 「相棒15 前後編スペシャル 声なき者」（放送タイトル「声なき者〜籠城」「声なき者〜突入」）
  - 2017年12月号 - 「検察捜査」（放送タイトル「検察捜査」「検察捜査〜反撃」）
  - 2019年2月号 - 「辞書の神様」「ブラックパールの女」「うさぎとかめ」
  - 2020年2月号 - 「アレスの進撃」「アレスの進撃〜最終決戦」「ご縁」
  - 2021年2月号 - 「第1話スペシャル「プレゼンス」」（放送タイトル「プレゼンス」）「第2話スペシャル「プレゼンス」（後篇）」（放送タイトル「プレゼンス（後篇）」）「超・新生」
  - 2022年2月号 - 「光射す」「マイルール」
  - 2022年6月号 - 「冠城亘最後の事件―仇敵」
  - 2023年2月号 - 「逃亡者 亀山薫」「最後の晩餐」「砂の記憶」
  - 2024年4月号 - 「相棒 season22 最終回スペシャル 前・後篇 トレードオフ」（放送タイトル「トレードオフ」「トレードオフ〜AI右京の完全推理」）
- 月刊「シナリオ」（日本シナリオ作家協会）
  - 2008年6月号 - 「相棒 -劇場版-」
  - 2013年4月号 - 「相棒シリーズ X DAY」

#### その他の関連書籍
- ドラマ「相棒」はビジネスの教科書だ!杉下右京に学ぶ「謎解きの発想術」（2010年10月22日発売、プレジデント社）ISBN 978-4-8334-7115-2 - Pre seasonからseason8までの中から、いくつかのストーリーをケーススタディに、仕事術に生かす方法を解説したビジネス書。著者は勝見明。
- 『相棒』10周年メモリアルBOOK 杉下右京10years（2010年12月9日発売、ぴあMOOK）ISBN 978-4-8356-1368-0 【オリジナル付録】「右京さんサスペンダー型 オリジナルカードケース（ネックストラップ付）」

### グッズ
- 2008年2月13日からドラマの公式グッズの販売が開始された。テレビ朝日本社やWebサイト、東京駅のテレアサショップで購入できる。
- 「相棒」オフィシャル 杉下右京手帳 2011（2010年10月31日発売、PHP研究所）ISBN 978-4-569-79218-7 - シリーズ開始10周年記念として発売された手帳。所々に右京のセリフが書かれている。

## 関連作品

### 演劇
宝塚歌劇団によって舞台演劇化され、2009年12月から2010年1月にかけて花組公演として、シアター・ドラマシティと日本青年館で公演された。
輿水泰弘の原案をもとに石田昌也が脚本を執筆し、杉下右京と神戸尊を中心としたテレビドラマ版とは異なるオリジナルストーリーとなっている。桜乃彩音が演じたパリス・エヴァンスをはじめ、一部の配役は舞台版のオリジナルキャラクターが登場している。またパパイヤ鈴木が振付として参加した。
人気テレビドラマの宝塚における舞台化は話題を呼ぶと同時に不安視もされたが、出演者がそれぞれのメインキャラクターの特徴を研究した役作りが好評だった。
なお、この舞台で右京役を演じた真飛聖はseason11からseason13に掛けて甲斐享の恋人である笛吹悦子役として出演している。
主な配役
- 杉下右京 - 真飛聖
- 神戸尊 - 壮一帆
- 伊丹憲一 - 真野すがた
- 三浦信輔 - 眉月凰
- 芹沢慶二 - 夕霧らい
- 角田六郎 - 未涼亜希
- 米沢守 - 華形ひかる
- 内村完爾 - 星原美沙緒
- 小野田公顕 - 夏美よう
- 宮部たまき - 桜一花

（舞台版の登場人物）
- パリス・エヴァンス - 桜乃彩音
- 教祖 - 絵莉千晶
- ノーマン・エヴァンス - 愛音羽麗
- 稲田麦子 - 初姫さあや
- 暴漢 - 扇めぐむ
- アンコ - 華耀きらり
- キナコ - 天宮菜生
- モチコ - 芽吹幸奈
- キャロル - 天咲千華

### ノベライズ
特記の無い限り、ノベライズは碇卯人 が担当。TVシリーズは朝日文庫、劇場版は小学館または小学館文庫から刊行される。なお、劇場版のノベライズ作は結末が映画版と異なっている。
- 相棒 警視庁ふたりだけの特命係（2007年10月10日発売、朝日文庫） ISBN 978-4-02-264416-9 - pre season 全3話を小説化。脚本は輿水泰弘。朝日文庫の創刊30周年記念作品として刊行開始。総計数十万部に達している。
- 相棒 season1（2008年1月11日発売）ISBN 978-4-02-264428-2 - 全12話を小説化。脚本は輿水泰弘、櫻井武晴、砂本量。
- 相棒 season2・上（2008年3月7日発売） ISBN 978-4-02-264434-3 - 第1話から第10話を小説化。脚本は輿水泰弘、砂本量、櫻井武晴。
- 相棒 劇場版（2008年3月17日発売） ISBN 978-4-09-386210-3 -著者は司城志朗。
- 相棒 劇場版（文庫判）（2009年3月6日発売、小学館文庫） ISBN 978-4-09-408359-0。
- 相棒 season2・下（2008年5月7日発売） ISBN 978-4-02-264437-4 - 第11話から第21話を小説化。脚本は輿水泰弘、砂本量、櫻井武晴、深沢正樹、坂田義和。
- 相棒 season3・上（2008年10月7日発売） ISBN 978-4-02-264451-0 - 第1話から第9話（記載は第8話）を小説化。脚本は輿水泰弘、砂本量、櫻井武晴。
- 相棒 season3・下（2008年12月5日発売） ISBN 978-4-02-264467-1 - 第10話から第19話（記載は第9話から第18話）を小説化。脚本は輿水泰弘、櫻井武晴、砂本量、東多江子、岩下悠子、林誠人、近藤俊明。
- 相棒 season4・上（2009年1月9日発売） ISBN 978-4-02-264472-5 - 第1話から第10話を小説化。脚本は輿水泰弘、古沢良太、砂本量、櫻井武晴、瀬巻亮犬、入江信吾。
- 相棒 season4・下（2009年2月20日発売） ISBN 978-4-02-264482-4 - 第11話から第21話を小説化。脚本は輿水泰弘、櫻井武晴、古沢良太、戸田山雅司、岩下悠子、林誠人、真部千晶。
- 相棒 season5・上（2009年10月7日発売） ISBN 978-4-02-264513-5 - 第1話から第10話を小説化。脚本は輿水泰弘、櫻井武晴、古沢良太、戸田山雅司、岩下悠子、吉本聡子。
- 相棒 season5・下（2009年12月4日発売） ISBN 978-4-02-264530-2 - 第11話から第20話を小説化。脚本は輿水泰弘、櫻井武晴、古沢良太、戸田山雅司、岩下悠子、吉本聡子。
- 相棒 season6・上（2010年1月20日発売） ISBN 978-4-02-264533-3 - 第1話から第9話を小説化。脚本は輿水泰弘、櫻井武晴、戸田山雅司、岩下悠子、吉本昌弘、西村康昭、入江信吾。
- 相棒 season6・下（2010年2月19日発売） ISBN 978-4-02-264538-8 - 第10話から第19話を小説化。脚本は輿水泰弘、櫻井武晴、戸田山雅司、古沢良太、岩下悠子、吉本昌弘。
- 相棒 劇場版II（2010年11月5日発売、小学館文庫）ISBN 978-4-09-408558-7 - 著者は大石直紀。
- 相棒 season7・上（2010年12月7日発売） ISBN 978-4-02-264577-7 - 第1話から第9話を小説化。脚本は輿水泰弘、徳永富彦、岩下悠子、渡辺雄介、櫻井武晴。
- 相棒 season7・中（2011年1月7日発売） ISBN 978-4-02-264590-6 - 第10話から第14話を小説化。脚本は徳永富彦、ハセベバクシンオー、櫻井武晴、佐伯俊道。
- 相棒 season7・下（2011年2月4日発売） ISBN 978-4-02-264594-4 - 第15話から第19話を小説化。脚本は輿水泰弘、古沢良太、徳永富彦、波多野都、櫻井武晴。
- 相棒 season8・上（2011年11月4日発売）ISBN 978-4-02-264635-4 - 第1話から第6話を小説化。脚本は輿水泰弘、太田愛、戸田山雅司、徳永富彦、福田健一。
- 相棒 season8・中（2011年12月7日発売）ISBN 978-4-02-264639-2 - 第7話から第12話を小説化。脚本は櫻井武晴、徳永富彦、ハセベバクシンオー、戸田山雅司、太田愛。
- 相棒 season8・下（2012年1月10日発売）ISBN 978-4-02-264644-6 - 第13話から第19話を小説化。脚本はブラジリィー・アン・山田、太田愛、戸田山雅司、玉田義正、徳永富彦、古沢良太、櫻井武晴。
- 相棒 season9・上（2012年11月7日発売）ISBN 978-4-02-264690-3 - 第1話から第7話を小説化。脚本は戸田山雅司、太田愛、櫻井武晴、徳永富彦。
- 相棒 season9・中（2012年12月7日発売）ISBN 978-4-02-264694-1 - 第8話から第13話を小説化。脚本は戸田山雅司、古沢良太、ブラジリィー・アン・山田、太田愛。
- 相棒 season9・下（2013年1月4日発売）ISBN 978-4-02-264696-5 - 第14話から第18話を小説化。脚本は徳永富彦、櫻井武晴、戸田山雅司、輿水泰弘。
- 相棒シリーズ X DAY（2013年2月6日発売）ISBN 978-4-09-408794-9 - 著者は大石直紀。
- 相棒 season10・上（2013年9月6日発売）ISBN 978-4-02-264717-7 - 第1話から第6話を小説化。脚本は輿水泰弘、櫻井武晴、太田愛、戸田山雅司。
- 相棒 season10・中（2013年10月8日発売）ISBN 978-4-02-264721-4 - 第7話から第13話を小説化。脚本は徳永富彦、守口悠介、櫻井武晴、太田愛、戸田山雅司、古沢良太、高橋悠也。
- 相棒 season10・下（2013年11月7日発売）ISBN 978-4-02-264727-6 - 第14話から第19話を小説化。脚本は戸田山雅司、古沢良太、高橋悠也、徳永富彦、櫻井武晴、守口悠介、ハセベバクシンオー、輿水泰弘。
- 相棒 season11・上（2013年12月6日発売）ISBN 978-4-02-264728-3 - 第1話から第6話を小説化。脚本は輿水泰弘、戸田山雅司、太田愛、櫻井武晴、ハセベバクシンオー、徳永富彦。
- 相棒 season11・中（2014年1月4日発売）ISBN 978-4-02-264731-3 - 第7話から第13話を小説化。脚本は櫻井武晴、金井寛、輿水泰弘、太田愛、戸田山雅司、徳永富彦。
- 相棒 season11・下（2014年2月7日発売）ISBN 978-4-02-264735-1 - 第14話から第19話を小説化。脚本は酒井雅秋、金井寛、ハセベバクシンオー、櫻井武晴、古沢良太。
- 相棒 劇場版III（2014年3月6日発売）ISBN 978-4-09-406028-7 - 著者は大石直紀。
- 相棒 season12・上（2014年10月7日発売）ISBN 978-4-02-264748-1 - 第1話から第7話を小説化。脚本は輿水泰弘、金井寛、櫻井武晴、戸田山雅司、徳永富彦。
- 相棒 season12・中（2014年11月7日発売）ISBN 978-4-02-264752-8 - 第8話から第13話を小説化。脚本は戸田山雅司、輿水泰弘、太田愛、高橋悠也、金井寛、真野勝成。
- 相棒 season12・下（2014年12月5日発売）ISBN 978-4-02-264758-0 - 第14話から第19話を小説化。脚本は真部千晶、山本むつみ、戸田山雅司、金井寛、古沢良太、輿水泰弘。
- 相棒 season13・上（2015年10月7日発売）ISBN 978-4-02-264796-2 - 第1話から第7話を小説化。脚本は輿水泰弘、徳永富彦、金井寛、真野勝成、森下直。
- 相棒 season13・中（2015年11月6日発売）ISBN 978-4-02-264799-3 - 第8話から第13話を小説化。脚本は太田愛、池上純哉、真野勝成、徳永富彦、藤井清美、山本むつみ。
- 相棒 season13・下（2015年12月7日発売）ISBN 978-4-02-264801-3 - 第14話から第19話を小説化。脚本は太田愛、輿水泰弘、金井寛、真野勝成。
- 相棒 season14・上（2016年10月7日発売）ISBN 978-4-02-264828-0 - 第1話から第7話を小説化。脚本は輿水泰弘、真野勝成、金井寛、徳永富彦、谷口純一郎。
- 相棒 season14・中（2016年11月7日発売）ISBN 978-4-02-264832-7 - 第8話から第13話を小説化。脚本は藤井清美、金井寛、真野勝成、坂上かつえ。
- 相棒 season14・下（2016年12月7日発売）ISBN 978-4-02-264834-1 - 第14話から第20話を小説化。脚本は宮村優子、輿水泰弘、山本むつみ、徳永富彦、池上純哉。
- 相棒 劇場版IV（2017年1月6日発売）ISBN 978-4-09-406384-4 - 著者は大石直紀。
- 相棒 season15・上（2017年10月6日発売）ISBN 978-4-02-264862-4 - 第1話から第6話を小説化。脚本は輿水泰弘、真野勝成、櫻井智也、山本むつみ、坂上かつえ 、森下直。
- 相棒 season15・中（2017年11月7日発売）ISBN 978-4-02-264867-9 - 第7話から第12話を小説化。脚本は徳永富彦、金井寛、宮村優子、真野勝成、山本むつみ、池上純哉。
- 相棒 season15・下（2017年12月7日発売）ISBN 978-4-02-264868-6 - 第13話から第18話を小説化。脚本は太田愛、櫻井智也、真野勝成、森下直、輿水泰弘。
- 相棒 season16・上（2018年10月5日発売）ISBN 978-4-02-264903-4 - 第1話から第6話を小説化。脚本は輿水泰弘、太田愛、金井寛、浜田秀哉、徳永富彦。
- 相棒 season16・中（2018年11月7日発売）ISBN 978-4-02-264907-2 - 第7話から第12話を小説化。脚本は真野勝成、山本むつみ、太田愛、輿水泰弘。
- 相棒 season16・下（2018年12月7日発売）ISBN 978-4-02-264910-2 - 第13話から第18話を小説化。脚本は太田愛、真野勝成、金井寛、池上純哉、徳永富彦、輿水泰弘。
- 相棒 season17・上（2019年10月7日発売）ISBN 978-4-02-264934-8 - 第1話から第6話を小説化。脚本は輿水泰弘、神森万里江、真野勝成、根本ノンジ、山本むつみ、森下直。
- 相棒 season17・中（2019年11月7日発売）ISBN 978-4-02-264933-1 - 第7話から第12話を小説化。脚本は金井寛、真野勝成、太田愛、根本ノンジ、山本むつみ、神森万里江。
- 相棒 season17・下（2019年12月6日発売）ISBN 978-4-02-264932-4 - 第13話から第18話を小説化。脚本は根本ノンジ、金井寛、児玉頼子、徳永富彦、太田愛、金井寛。
- 相棒 season18・上（2020年10月7日発売）ISBN 978-4-02-264972-0 - 第1話から第6話を小説化。脚本は輿水泰弘、神森万里江、児玉頼子、根本ノンジ、斉藤陽子。
- 相棒 season18・中（2020年11月6日発売）ISBN 978-4-02-264973-7 - 第7話から第11話を小説化。脚本は神森万里江、根本ノンジ、児玉頼子、山崎太基。
- 相棒 season18・下（2020年12月7日発売）ISBN 978-4-02-264974-4 - 第12話から第17話を小説化。脚本は徳永富彦、根本ノンジ、山本むつみ、児玉頼子、太田愛、輿水泰弘。
- 相棒 season19・上（2021年10月7日発売）ISBN 978-4-02-265012-2 - 第1話から第6話を小説化。脚本は輿水泰弘、神森万里江、児玉頼子、斉藤陽子、瀧本智行、山本むつみ。
- 相棒 season19・中（2021年11月5日発売）ISBN 978-4-02-265013-9 - 第7話から第12話を小説化。脚本は金井寛、杉山嘉一、輿水泰弘、瀧本智行、徳永富彦。
- 相棒 season19・下（2021年12月7日発売）ISBN 978-4-02-265014-6 - 第13話から第18話を小説化。脚本は山本むつみ、児玉頼子、瀧本智行、神森万里江、杉山嘉一、輿水泰弘。
- 相棒 season20・上（2022年10月7日発売）ISBN 978-4-02-265068-9 - 第1話から第5話を小説化。脚本は輿水泰弘、神森万里江、池上純哉、森下直、山本むつみ。
- 相棒 season20・中（2022年11月7日発売）ISBN 978-4-02-265074-0 - 第6話から第11話を小説化。脚本は瀧本智行、川﨑龍太、根本ノンジ、太田愛、斉藤陽子。
- 相棒 season20・下（2022年12月7日発売）ISBN 978-4-02-265077-1 - 第12話から第17話を小説化。脚本は岩下悠子、山本むつみ、徳永富彦、瀧本智行、輿水泰弘。
- 相棒 season21・上（2023年10月6日発売）ISBN 978-4-02-265125-9 - 第1話から第7話を小説化。脚本は輿水泰弘、川崎龍太、光益義幸、岩下悠子、瀧本智行、山本むつみ、森下直。
- 相棒 season21・中（2023年11月7日発売）ISBN 978-4-02-265126-6 - 第9話から第14話を小説化。脚本は輿水泰弘、根本ノンジ、瀧本智行、櫻井智也、岩下悠子、川崎龍太。
- 相棒 season21・下（2023年12月8日発売）ISBN 978-4-02-265127-3 - 第15話から第21話を小説化。脚本は輿水泰弘、岩下悠子、神森万里江、櫻井智也、光益義幸、徳永富彦。
- 相棒 season22・上（2024年10月7日発売）ISBN 978-4-02-265170-9 - 第1話から第6話を小説化。脚本は神森万里江、岩下悠子、森下直、光益義幸。
- 相棒 season22・中（2024年11月7日発売）ISBN 978-4-02-265174-7 - 第7話から第12話を小説化。脚本は瀧本智行、輿水泰弘、森下直、川崎龍太、徳永富彦。
- 相棒 season22・下（2024年12月9日発売）ISBN 978-4-02-265180-8 - 第13話から第17話を小説化。脚本は神森万里江、岩下悠子、川崎龍太、竹内清人、瀧本智行。

### オリジナル小説
- 相棒シリーズ 鑑識・米沢の事件簿〜幻の女房〜（2008年4月14日発売、宝島社、ISBN 978-4-7966-6312-0） - 劇場版のシナリオをベースに、米沢を主人公に据えたスピンオフ作品。著者はハセベバクシンオー。
- 熱血鑑識官 米沢守のドッキリ事件簿ZERO（2009年3月17日発売、メディアファクトリー、ISBN 978-4-8401-2713-4） - 米沢自身が綴った日記という設定のオリジナル作品。実際の執筆は平松正樹による。
- 相棒シリーズ 鑑識・米沢の事件簿2〜知りすぎていた女〜（2009年4月発売、宝島社、ISBN 978-4-7966-7048-7） - ハセベバクシンオーによる米沢が主人公のスピンオフ小説第2作。
- 杉下右京の事件簿（碇卯人著、2010年11月5日発売、朝日新聞出版、ISBN 978-4-02-250789-1） - シリーズ・ノベライズ担当の碇卯人によるオリジナル作品。
- 杉下右京の冒険（碇卯人著、2012年3月7日発売、朝日新聞出版、ISBN 978-4-02-250913-0） - シリーズ・ノベライズ担当の碇卯人によるオリジナル作品第2弾。
- 杉下右京の密室（碇卯人著、2013年3月7日発売、朝日新聞出版、ISBN 978-4-02-251064-8） - シリーズ・ノベライズ担当の碇卯人によるオリジナル作品第3弾。
- 杉下右京のアリバイ（碇卯人著、2014年7月8日発売、朝日新聞出版、ISBN 978-4-02-251178-2） - シリーズ・ノベライズ担当の碇卯人によるオリジナル作品第4弾。
- 杉下右京の多忙な休日（碇卯人著、2015年10月7日発売、朝日新聞出版、ISBN 978-4-02-251306-9） - シリーズ・ノベライズ担当の碇卯人によるオリジナル作品第5弾。

### 漫画化作品「相棒-たった二人の特命係-」
小学館『ビッグコミックスペリオール』2008年第1号（2007年12月14日発売）から2012年第12号（2012年5月25日発売）にかけて連載された。作画はこやす珠世。漫画化のエピソードは基本的にドラマにおけるpre seasonから、season1までのエピソードとなっているがドラマ版の放送順とは異なる箇所がある。単行本は全12巻（ビッグコミックス）。
1. 2008年4月26日刊行 ISBN 978-4-09-181867-6
2. 2008年9月30日刊行 ISBN 978-4-09-182149-2
3. 2009年2月27日刊行 ISBN 978-4-09-182360-1
4. 2009年8月28日刊行 ISBN 978-4-09-182584-1
5. 2009年12月26日刊行 ISBN 978-4-09-182787-6
6. 2010年4月28日刊行 ISBN 978-4-09-183148-4
7. 2010年9月30日刊行 ISBN 978-4-09-183414-0
8. 2011年1月28日刊行 ISBN 978-4-09-183620-5
9. 2011年6月30日刊行 ISBN 978-4-09-183856-8
10. 2011年10月28日刊行 ISBN 978-4-09-184127-8
11. 2012年2月29日刊行 ISBN 978-4-09-184272-5
12. 2012年7月30日刊行 ISBN 978-4-09-184624-2

番外編に『鑑識・米沢守の事件簿』がある。同じくこやす珠世の作画で、『ビッグコミック増刊』2009年4月17日号に掲載された。

### ゲーム
テクモよりニンテンドーDS用アドベンチャーゲーム『相棒DS』が2009年3月5日に発売された。
ゲームオリジナルストーリー3編を楽しめるドラマモード（全編ドラマ同様に音声つきの実写で展開される）、ドラマでの人気エピソードや重要な物語を元にしたストーリーを5話収録し小説で再現したノベルモード、相棒にちなんだミニゲームなどのコンテンツがあるおまけモードの3つにより構成されている。ドラマモードをクリアすると2008年版のサウンドトラックを聞けるようになる。ただし『正義の行方』など一部の曲は収録されていない。初回特典は主要登場人物9人の名ゼリフを集めたステッカー。
テクモの設楽昌宏はもともと番組のファンであり、番組のチーフプロデューサーである松本基弘に相談したところ、世界観の拡張になるとして快諾されたと、制作発表会見にて明らかにしている。

#### ゲスト
Episode1「残照」
- 三沢敬介 - 葛山信吾
- 三沢理奈 - 斎藤陽子
- 三沢玲一 - 松永博史
- 中原まり絵 - 北川えり
- 今井陽太 - 伊藤裕一

Episode2「殺意の琴線」
- 若松佳子 - 夏樹陽子
- 伊橋由紀恵 - 今村恵子
- 直島ミサ - あびる優
- 野川比呂 - 戸叶恵梨佳

Episode3「遺志」
- 剣崎永嗣 - 橋爪淳
- 吉川貞彦 - 三浦浩一
- 天宮憲剛 - 河原さぶ
- 山際裕輔 - 大石吾朗
- 草野孝太郎 - 吉満涼太

#### スタッフ
- シナリオプロデューサー - 石川雅之
- シナリオ製作 - 平松正樹、都築孝史、小澤俊介、山崎修
- 楽曲製作 - 岡部啓一、石濱翔、高橋洋明
- 撮影監督 - 高橋亀善
- 照明 - 内田正明
- スタイリスト - 渡邊とも子
- メイク - ビューティ★佐口、リョータ、屋代富美枝
- プロデューサー - 設楽昌宏[80]、岩崎拓矢、樋口義昭
- 制作協力 - テレビ朝日・東映
- 制作 - テクモ[80]

#### エピソードリスト
| 各話      | サブタイトル | 脚本                                                                                     |
| --------- | ------------ | ---------------------------------------------------------------------------------------- |
| Episode 1 | 残照         | 石川雅之（シナリオプロデューサー）、平松正樹、都築孝史、小澤俊介、山崎修（シナリオ制作） |
| Episode 2 | 殺意の琴線   | 石川雅之（シナリオプロデューサー）、平松正樹、都築孝史、小澤俊介、山崎修（シナリオ制作） |
| Episode 3 | 遺志         | 石川雅之（シナリオプロデューサー）、平松正樹、都築孝史、小澤俊介、山崎修（シナリオ制作） |